# Diplogale hosei
Diplogale hosei (Цівета Хосе) — ссавець родини Віверових (Viverridae), ендемік острова Борнео. У зв'язку з кількома записаними спостереженнями цього виду в дикій природі, кожен в різних типах лісу і висоті, середовище та екологія проживання цього виду важко схарактеризувати і залишається значною мірою невідомим. Хоча раніше передбачалося, що він суворо гірський. Вид був помічений у первинних низинних вологих лісах, гірських лісах, мішаних лісах на середній висоті і в гірських широколистяних лісів.

## Етимологія
Вид названий на честь доктора Чарльза Хосе (Charles Hose, 1863–1929), натураліста, який жив на Сараваці та в інших частинах Індонезії з 1884 по 1907. Він написав Fifty Years of Romance and Research (1927) та The Field Book of a I angle Wallah (1929). 

## Морфологія
Морфометрія. Довжина голови й тіла: 47–54 см, довжина хвоста: 29–35 см, вага 1.4–1.5 кг.
Опис. Колір темно-коричневий або чорний вище і сіруватий, жовтувато-білий, або злегка рудуватий нижче. Вуха тонко вкриті волоссям; білі всередині. Бурувато-жовто-сіра пляма поширюється від області над очима на щоки та закінчується там, де вона зустрічається з білим кольором губи і горла. Внутрішній бік кінцівок поблизу тіла сіруватий, а решта кожної кінцівки чорна. Хвіст не смугастий, але темний всюди.

## Поведінка, життєвий цикл
Веде, ймовірно, нічний спосіб життя. Його довгі лицьові вібриси і волосся між подушечками пальців припускають, що він може спеціалізуватися на харчуванні дрібними тваринами серед моховитих валунів і в струмках; один шлунок, містив різних дрібних комах. Як вважають, в основному мешкає в гірських лісах від 450 до 1500 м над рівнем моря. Це в основному наземний вид. Є деякі спостереження на вирубках, що можливо, вказує, на певний рівень стійкості до людської діяльності.

## Загрози та охорона
Втрату і деградацію середовища проживання можна вважати основними загрозами для цього виду. Захищений законом у штатах Саравак і Сабах. Проживає в кількох природоохоронних областях.